# Élections législatives de 1871 dans la Mayenne
Les élections législatives françaises de 1871 se déroulent les 8 février et 2 juillet 1871. Dans le département de la Mayenne, sept députés sont à élire dans le cadre d'un scrutin de liste majoritaire.
Des élections complémentaires se tiennent le 2 juillet 1871.
Elles sont organisées pour pourvoir les postes vacants du fait des candidatures multiples, des démissions ou des décès qui se sont produits entretemps.

## Contexte
Elles ont élu l'Assemblée nationale, chambre unique du parlement français en application de la convention d'armistice signée entre la France et l'Empire allemand le 28 janvier.

## Mode de scrutin
Ces élections se sont déroulées au scrutin de liste majoritaire départemental à un tour, en reprenant l'essentiel des dispositions de la loi électorale du 15 mars 1849 : la liste arrivée en tête remporte l'intégralité des sièges à pourvoir dans le département. Les candidatures multiples sont autorisées : un même candidat peut se présenter dans plusieurs départements différents.

## Élections du 8 février

### Liste royaliste
Elle regroupe les comités conservateurs royalistes du département.
| N° | Candidats | Candidats                           | Parti   | Principales fonctions |
| -- | --------- | ----------------------------------- | ------- | --------------------- |
| 01 |           | Stanislas Daniel de Vauguyon        | Orléan. |                       |
| 02 |           | Édouard Vilfeu                      | Orléan. |                       |
| 03 |           | Ernest Le Chatelain                 | Légit.  |                       |
| 04 |           | Ernest Le Lasseux                   | Légit.  |                       |
| 05 |           | Julien Bigot                        | Légit.  |                       |
| 06 |           | Victor Gaultier de Vaucenay         | Légit.  |                       |
| 07 |           | Joseph-Augustin Boullier de Branche | Légit.  |                       |

### Liste républicaine
Elle regroupe les comités républicains modérés du département.
| N° | Candidats | Candidats              | Parti                | Principales fonctions                                                             |
| -- | --------- | ---------------------- | -------------------- | --------------------------------------------------------------------------------- |
| 01 |           | Jules Simon            | Républicains modérés | Ancien Ministre de l'Instruction Publique du Gouvernement de la Défense nationale |
| 02 |           | Amaury Dréo            | Union républicaine   | Secrétaire du Gouvernement de la Défense nationale. Avocat.                       |
| 03 |           | Étienne Duboys Fresney |                      |                                                                                   |
| 04 |           | Fontaine               |                      | Notaire                                                                           |
| 05 |           | Henri Gandais          |                      |                                                                                   |
| 06 |           | Aubry                  |                      |                                                                                   |
| 07 |           | Charles Goyet-Dubignon |                      |                                                                                   |

## Élections du 2 juillet

### Résultats
- Élection partielle, pour remplacer M. de la Vauguyon, décédé.

| Candidat       | Candidat               | Parti                | Premier tour | Premier tour | Sièges |  |
| Candidat       | Candidat               | Parti                | Voix         | %            | Sièges |  |
| -------------- | ---------------------- | -------------------- | ------------ | ------------ | ------ |  |
|                | Étienne Duboys Fresney | Républicains modérés | 41 896       |              | 1      |  |
|                | M. Brunet de la Charie | Legitim.             | 18 022       |              |        |  |
|                |                        |                      |              |              |        |  |
| Inscrits       | Inscrits               | Inscrits             | 97 748       | 100,00       |        |  |
| Abstentions    |                        |                      |              |              |        |  |
| Votants        | Votants                | Votants              | 59 944       |              |        |  |
| Blancs et nuls |                        |                      |              |              |        |  |
| Exprimés       |                        |                      |              |              |        |  |